# 楊𣷠捷
楊𣷠捷（2001年7月24日—），生于文莱，澳大利亚男子游泳运动员，2022年世界短池游泳锦标赛男子4×100米混合泳接力金牌得主、2024年夏季奥林匹克运动会混合4×100米混合泳接力铜牌得主。